# Leonor Nzinga Nlaza
Leonor Nzinga Nlaza, död efter 1491, var en drottning av Kongoriket, gift med kung João I av Kongo. 
Hennes ursprung är okänt. Hon gifte sig med kungen före hans kontakt med portugiserna 1482. Hon var mor till Afonso Mvemba Nzinga. 
Efter kungens konvertering till kristendomen i maj 1491 önskade hon följa hans exempel. Han vägrade länge låta kvinnor döpas, men hon lyckades till slut övertala honom och döptes tillsammans med ett antal andra kvinnor med hög status 5 juni 1491. Hon mottog sedan undervisning i kristendomen, och det noteras att hon stödde missionärerna och gav dem livsmedel ur sitt eget underhåll.
Under hennes sons maktstrid med den andra potentiella tronföljaren, hans halvbror prins Mpanzu a Kitemu, stödde hon sin son och ska ha bidragit till hans seger genom att förse honom med information om statens affärer som gjorde det möjligt att vända hovet till hans fördel. 